# Le Crozet
Le Crozet település Franciaországban, Loire megyében. Lakosainak száma 240 fő (2022. január 1.). Le Crozet Saint-Martin-d’Estréaux, Changy, La Pacaudière és Saint-Bonnet-des-Quarts községekkel határos.

## Népesség
A település népességének változása:
| Lakosok száma | 336  | 290  | 292  | 273  | 288  | 282  | 272  | 257  | 248  | 240  |
|               | 1968 | 1982 | 1990 | 2006 | 2013 | 2015 | 2017 | 2019 | 2020 | 2022 |